# Lucie Juřičková (herečka)
Lucie Juřičková (* 25. května 1965 Plzeň) je česká herečka.

## Rodina
Pochází z Plzně, kde vyrůstala se svými rodiči a starším bratrem Tomášem Juřičkou, který je také hercem. Její otec František Juřička působil zejména jako režisér v rozhlase. Matka Marie Grafnetterová byla jako herečka a zpěvačka dlouholetou hvězdou operetního souboru plzeňského Divadla J. K. Tyla. Se svojí rodinou žije v Praze. Její manžel, Martin Zahálka, je zároveň i jejím hereckým kolegou. Spolu mají dva syny.

## Studium
- jako malá se stala členkou pěveckého sboru plzeňské opery
- vystudovala hudebně-dramatický obor na Státní konzervatoři v Praze

## Divadlo
- Divadlo Jiřího Wolkera – první angažmá v divadle, hned po ukončení konzervatoře
- 1990–1992 Divadlo J. K. Tyla v Plzni
- 1992–2015 Divadlo na Vinohradech [1]
- od sezony 2015/2016 Národní divadlo [2]
- hostování: Divadlo na Jezerce, Hudební divadlo Karlín, Divadlo v Řeznické

## Divadelní role, výběr
- 1995 István Örkeny: Kočičí hra, Myška, Divadlo na Vinohradech, režie Jaroslav Dudek j. h.
- 1995 Charlotte Keatleyová: Máma říkala, že bych neměla, Rosie, Divadlo na Vinohradech, režie Jakub Korčák
- 1999 Edward Albee: Tři velké ženy, žena C, Divadlo na Vinohradech (zkušebna), režie Vladimír Strnisko, j. h.
- 2000 Václav Havel: Rodinný večer, Vernisáž, Věra, Divadlo na Vinohradech, režie Jan Burian j. h.
- 2003 Jean-Claude Grumberg: Krejčovský salon, Marie, Divadlo na Vinohradech, režie Petr Novotný j. h.
- 2006 Martin McDonagh: Kráska z Leenane, Maureen, Divadlo na Vinohradech, režie Petr Svojtka j. h.
- 2009 Friedrich Schiller: Marie Stuartovna, Alžběta, královna anglická, Divadlo na Vinohradech, režie Daniel Špinar
- 2009 Astrid Saalbachová: Transit, titul. role, Divadlo na Vinohradech (zkušebna), režie Štěpán Pácl
- 2015 Peter Morgan: Audience u královny, Bobo MacDonaldová, Národní divadlo, režie Alice Nellis
- 2015 Maurice Maeterlinck: Modrý pták, Víla, Béryluna, Sousedka, Vrba, Stavovské divadlo, režie Štěpán Pácl

## Televize, film (výběr)
- Ententýky (seriál)
- Ulice (seriál) — Božena Puklická
- Hraběnky (seriál)
- Jak básníci přicházejí o iluze
- Sedm hladových
- Bludičky
- Jak chutná láska
- Třetí patro (seriál)
- Četnické humoresky (seriál)
- Policie Modrava (seriál)
- Děti sledující noční vlaky
- Nejlepší Bakaláři (seriál)

## Dabing
- namluvené osobnosti : Michelle Pfeifferová, Sharon Stone, Diane Keatonová nebo Renée Zellweger
- její hlas také znají např. diváci seriálů Beverly Hills 90210, Sex ve městě, Closer, Zoufalé manželky

V roce 2019 načetla audioknihu Ošklivé káčátko a Princezna na hrášku (vydala Audiotéka).